# Calama (Chili)
Pour les articles homonymes, voir Calama.
Calama est une ville minière et une commune du Chili située dans le désert d'Atacama. Elle fait partie de la province d'El Loa, dans la région d'Antofagasta. La ville de Calama a une population de 143 000 habitants, selon les données du recensement I.N.E de 2005.

## Géographie

Position de Calama (en rouge) au sein de la Région d'Antofagasta.

Calama est située à une altitude moyenne de 2 300 mètres, à moins de 6 kilomètres de l'emprise des installations de la mine de cuivre à ciel ouvert de Chuquicamata qui s'étend sur 160 km2 environ.
Calama possède un aéroport (code AITA : CJC). Calama a de particulier qu'il n'y a jamais vraiment plu, faisant de l'endroit un des plus secs au monde avec une moyenne annuelle de précipitations de 5 mm.

## Évènements
Calama a connu des séismes notables :
- en 1950 (es) : de magnitude 8,2.
- en 1953 (es) : de magnitude 7,4.
- deux en 2010 (es) : de magnitude 6,8 le 4 mars et 7 le 11 juillet.